# تيموثي لوك
تيموثي لوك (بالإنجليزية: Timothy Luke)‏ هو عالم اجتماع وعالم سياسة أمريكي، ولد في 28 يونيو 1951.